# Cumdach

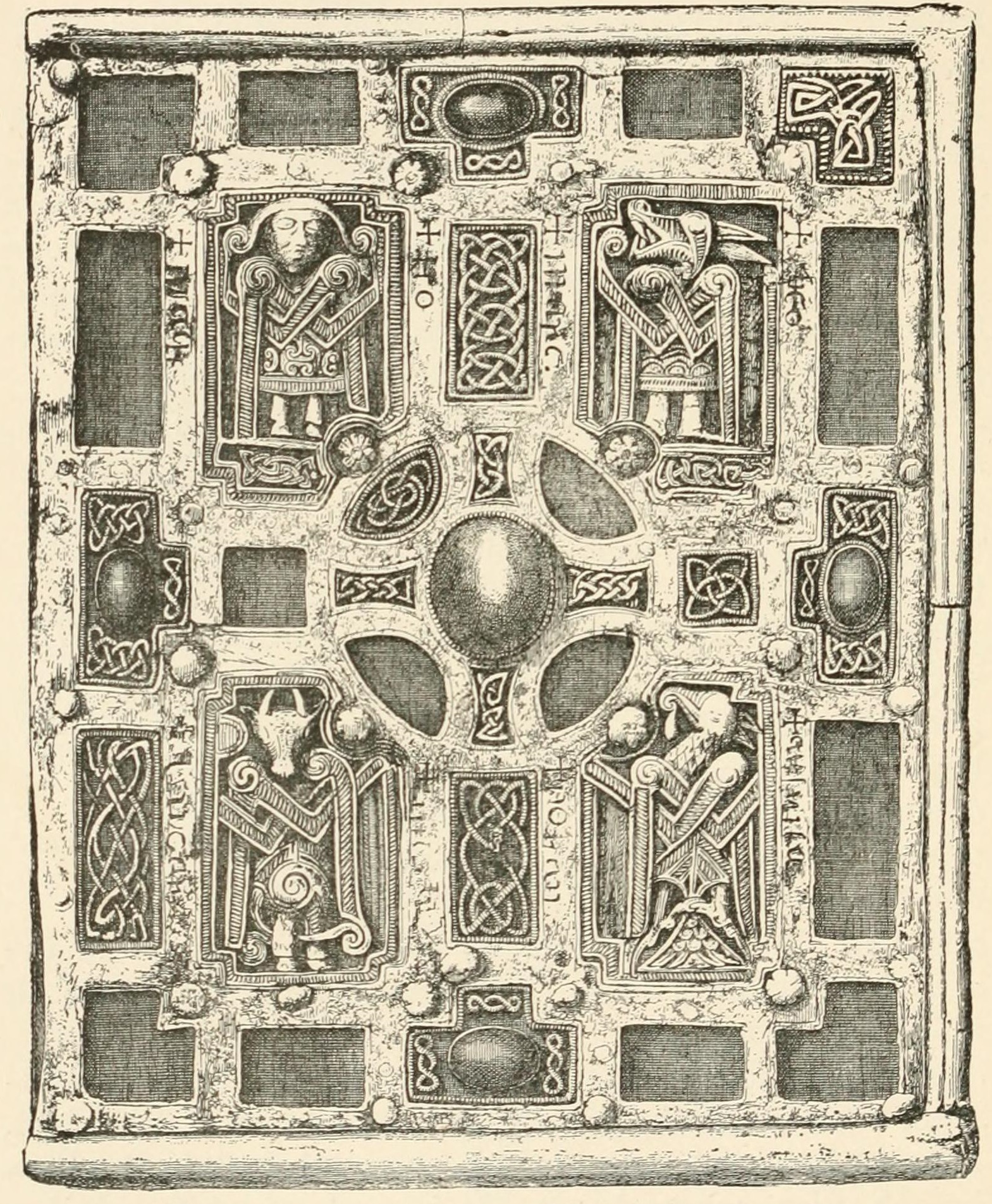
Parte delantera del cumdach para los Evangelios de Molaise,.

Un cumdach (en irlandés, "cubierta") es una caja o estuche ornamentado utilizado como relicario para guardar libros considerados como reliquias de los santos que los habían utilizado en la Irlanda de la Alta Edad Media. Una vez depositado en el cumdach, raramente se extraía para usarlo como libro. Normalmente son posteriores al libro que contienen, a menudo por varios siglos de diferencia, por lo general el libro procede de la época gloriosa del monacato irlandés anterior al año 800, y los cumdachs que se conservan están datados a partir del año 1000. Varios de ellos se modificaron considerablemente en el período gótico. La forma habitual es un diseño basado en una cruz en la cara principal, con el uso de grandes gemas de cristal de roca u otras piedras semipreciosas, dejando los espacios entre los brazos de la cruz para una decoración más variada. Varios de ellos fueron sujetados con una cadena o cordón, a menudo para ser suspendidos alrededor del cuello, que al ser puestos junto al corazón se creía que aportaban beneficios espirituales y quizás medicinales (lo mismo se hizo con el Evangelio de san Cuthbert en una bolsa de cuero en el Durham medieval). También se usaban para atestiguar contratos. Muchos cumdach fueron custodiados hereditariamente por guardianes laicos entre las principales familias que habían creado estrechos vínculos con los monasterios. La mayoría de los ejemplos conservados están depositados en el Museo Nacional de Irlanda. 

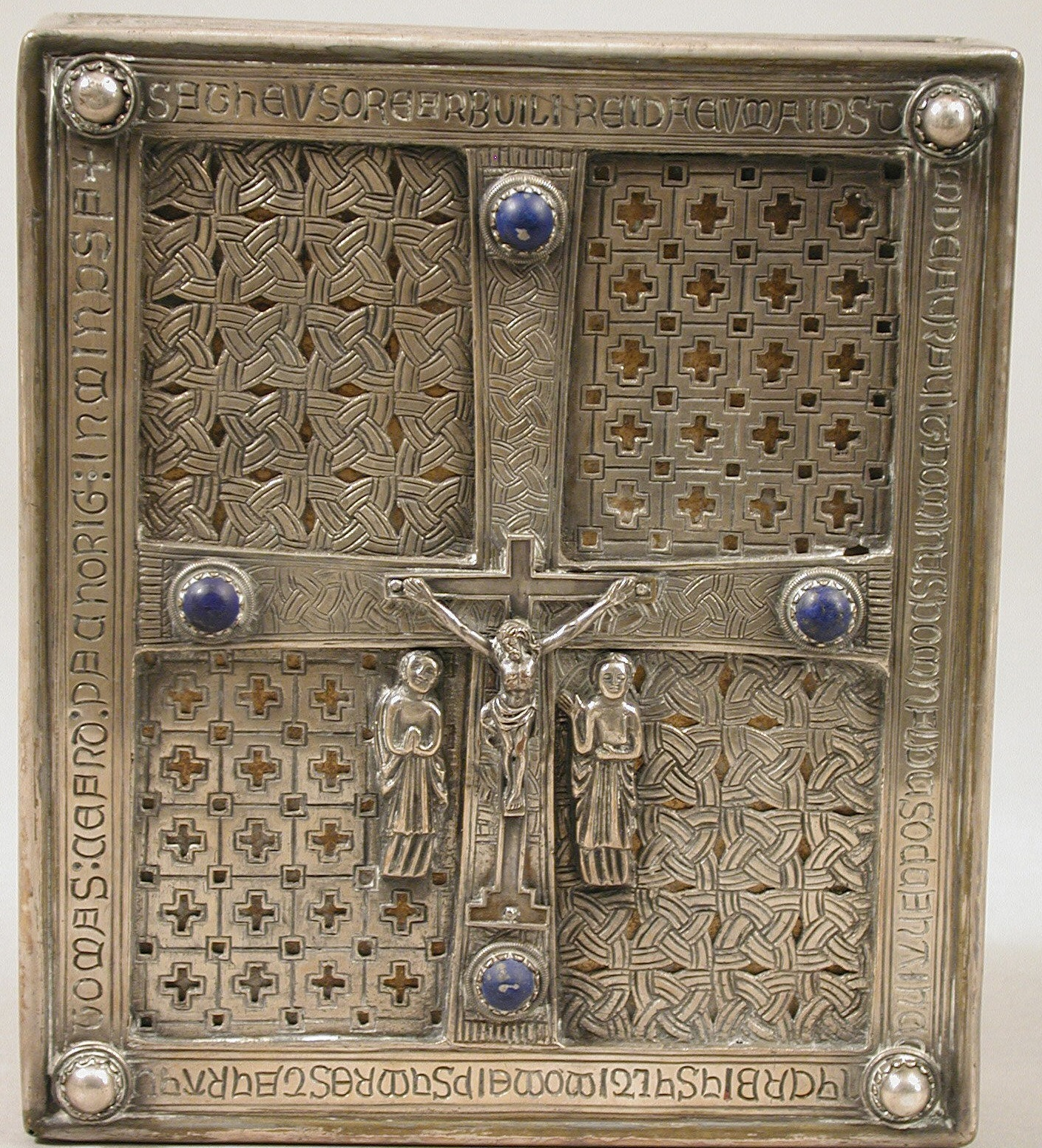
Cumdach del Libro de Dimma, reproducción moderna del frontal.

Solo se conservan cinco ejemplares originales, incluidos los del Libro de Dimma y el Libro de Mulling en el Trinity College de Dublín, y el Cathach de san Columba y el Misal de Stowe en la Real Academia de Irlanda (el cumdach del primero se encuentra en el Museo Nacional de Irlanda). Solo perdura el cumdach de los Evangelios de san Laisrén mac Nad Froích, mientras que el libro se perdió, aunque lo más frecuente era lo contrario. Otros libros, como el Libro de Kells, el Libro de Armagh y el Libro de Durrow, son conocidos por haber tenido alguna vez cumdachs o encuadernación de orfebrería, o ambos, pero sus valiosos metales preciosos eran un objetivo habitual de saqueadores y ladrones. A diferencia otras iglesias, la iglesia irlandesa hizo énfasis en las reliquias de objetos empleados, o que se pensaba que habían sido empleados, por santos monásticos, en contra de usar como reliquias órganos del cuerpo del santo.

## Registro histórico
Algunos de los primeros ejemplares documentados se han perdido,como el Libro de Durrow. El cumdach del Libro de Kells fue robado en 1006. El Libro de Armagh probablemente perdió su cumdach cuando fue capturado en una batalla y fue rescatado posteriormente por el normando John de Courcy en 1177.  
El ejemplo de cumdach más antiguo documentado fue el del libro de Durrow a instancias del rey de Irlanda Flann Sinna (879 - 916), en aquel momento estaba en Durrow, y se creía que era una reliquia de san Columba de Iona. El cumdach se perdió en el siglo XVII, pero su aspecto, incluyendo una inscripción que registra el patrocinio del rey, está descrito y registrado en una nota de 1677.

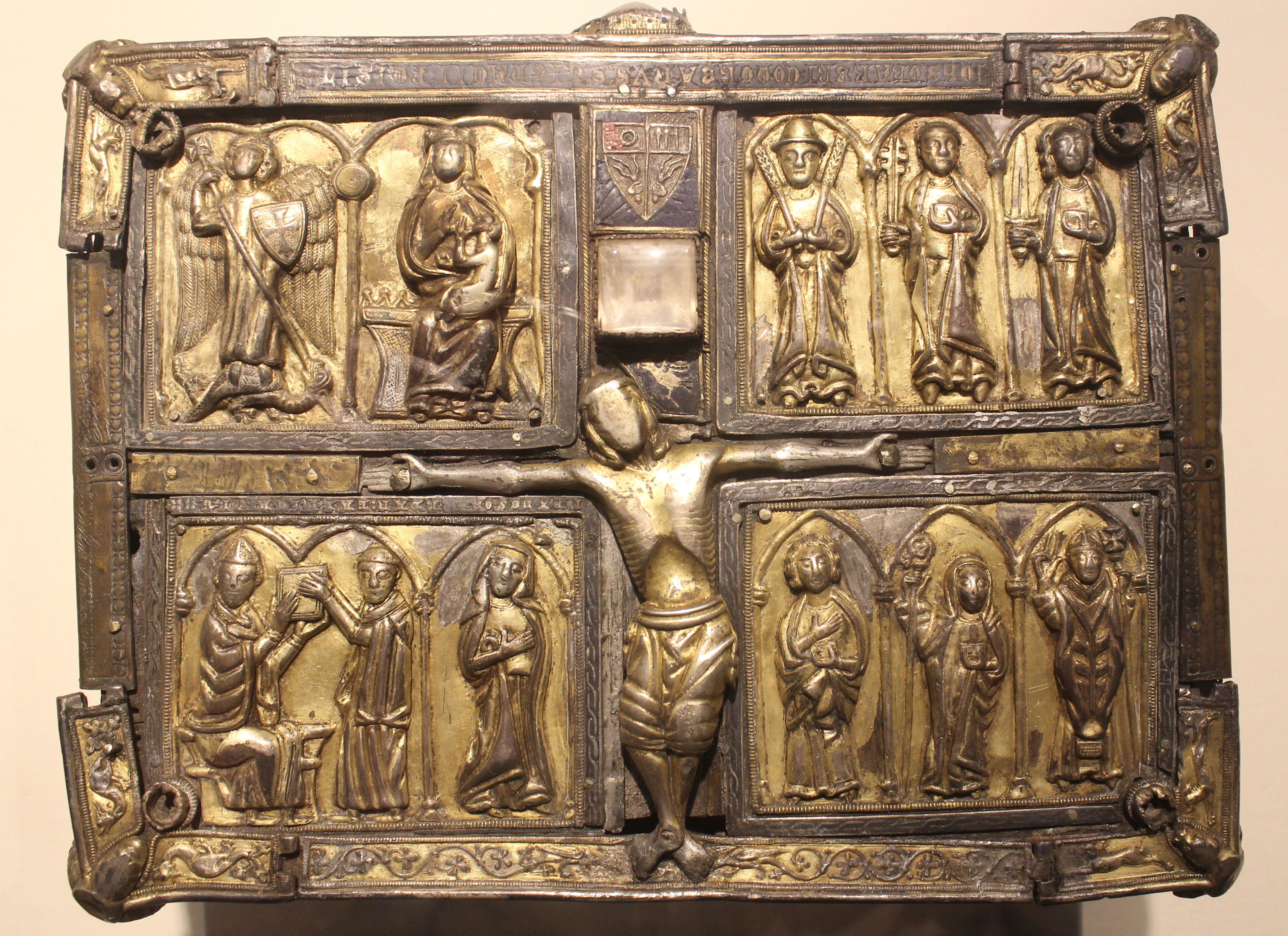
El Airgid Domhnach, finales de los siglos 8/9 y 13/14

El relicario conocido como Domhnach Airgid Domhnach Airgid ("iglesia de plata") fue originalmente del siglo VIII, pero tras su remodelación en 1350 resta poco de la pieza original. Una figura tridimensional de Cristo crucificado está en el centro de la cara principal, con placas de relieve de santos y la Virgen y el Niño, y otras escenas en los lados que combinan figuras principales en relieve y otras en grabado. El estilo es bastante más sofisticado que en otras reelaboraciones del siglo XIV. El orfebre que lo firmó, John O Bardan, estaba registrado como vecino de Drogheda; en esos momentos, los orfebres en Irlanda, como en otras partes de Europa, solían ser laicos.
El cumdach más antiguo que se conserva en su forma original es el que se hizo a principios del siglo XI para los evangelios de san Laisrén mac Nad Froích, con la típica construcción de un núcleo de madera al que se clavan placas de metal. La cara superior es principalmente de bronce plateado y plateado dorado, contiene los cuatro símbolos de los evangelistas en los espacios que deja la cruz, con paneles de filigrana dorada. Existe una reproducción del mismo en Nueva York.
Probablemente el más conocido es el cumdach para el Cathach de san Columba de Iona, un importante salterio que de hecho parece datar de justo después de la muerte de Columba en 597, pero que aún es probablemente el primer libro irlandés que se conserva y una reliquia muy prestigiosa. Perteneció a la dinastía O'Donnell y fue famoso por ser llevarlo como un estandarte de batalla (Cathach significa "Batallador") en su cumdach, colgado alrededor del cuello. El trabajo inicial del estuche se hizo entre 1072 y 1098 en Kells, pero se añadió una nueva cara principal en el siglo XIV con un gran Cristo en Majestad flanqueado por escenas de la Crucifixión y santos en dorado repujado.
Otro cumdach utilizado en la batalla fue el de Moisach, de Clonmany, Condado de Donegal, cuyo cordón metálico se conserva y servía probablemente para colgarlo alrededor del cuello. Originalmente de finales del siglo XI, fue restaurado en 1534 con decoración de plata repujada con muchas figuras alrededor de una cruz. El manuscrito contenido en el interior estaba originalmente asociado con san Cairneach de Dulane, Condado de Meath, pero para el período gótico había sido "absorbido por el culto a san Columba".
El cumdach del Libro de Dimma es del siglo XII. En una cara tiene paneles de decoración calada en estilo vikingo. Al igual que el manuscrito, está depositado en la biblioteca del Trinity College de Dublín. Existe una reproducción del mismo en Nueva York.